# Osetija
Osetija je povijesna pokrajina na sjevernom Kavkazu. Stanovnici su joj Oseti. 
Danas je podijeljeno na Sjevernu Osetiju-Alaniju u sastavu Rusije (s glavnim gradom Ordžonikidzeom) i na Južnu Osetiju s glavnim gradom Chinvalijem), koja je u sastavu Gruzije.